# NOT (小惑星)
NOT (2857 NOT) は小惑星帯に位置する小惑星である。1942年2月17日、フィンランドの天文学者リイシ・オテルマが発見した。
カナリア諸島に設置され、1989年から北欧5カ国が運用している北欧光学望遠鏡 (Nordic Optical Telescope) に因んで命名された。